# Żydowski Dom Ludowy w Czerniowcach
Żydowski Dom Ludowy w Czerniowcach – budynek w Czerniowcach przy placu Teatralnym projektu T. Lewandowskiego, wzniesiony jako budynek pseudobarokowy w 1908 r. Obecnie pełni również funkcje siedziby instytucji żydowskich.
W Czerniowcach, oprócz żydowskiego, istnieje jeszcze kilka domów narodowych: niemiecki, polski, rumuński oraz ukraiński.